# Gomphidia t-nigrum
Gomphidia t-nigrum är en trollsländeart som först beskrevs av Selys 1854.  Gomphidia t-nigrum ingår i släktet Gomphidia och familjen flodtrollsländor. IUCN kategoriserar arten globalt som livskraftig. Inga underarter finns listade i Catalogue of Life.